# Camponotus darwinii
Camponotus darwinii es una especie de hormiga del género Camponotus, tribu Camponotini. Fue descrita científicamente por Forel en 1886.
Se distribuye por Madagascar. Se ha encontrado a elevaciones de hasta 2150 metros. Vive en microhábitats como la vegetación baja, troncos podridos, ramas y debajo de piedras.